# Vespa tenebricosa
Vespa tenebricosa är en getingart som beskrevs av Martin Lichtenstein 1796. Vespa tenebricosa ingår i släktet bålgetingar, och familjen getingar. Inga underarter finns listade i Catalogue of Life.